# Aniwa (Wisconsin)
Pour les articles homonymes, voir Aniwa.
Aniwa est un village du comté de Shawano, dans l'État du Wisconsin, aux États-Unis. En 2020, il comptait une population de 243 habitants.